# Kerstin Landsmann
Kerstin Landsmann (* 21. Mai 1977 in Düsseldorf, verheiratete Löffler) ist eine deutsch-österreichische Schauspielerin und Stuntfrau.

## Leben
Landsmann ist die Tochter eines Dormagener Wurstfabrikanten.
Im Kleinkindalter trat sie in Werbung auf und betätigte sich später als Model. Nach ihrem Abitur am Erzbischöflichen Gymnasium Marienberg in Neuss spielte sie von 1995 bis 2001 in der ARD-Daily-Soap Verbotene Liebe Katharina „Kati“ von Sterneck. Seit 2003 gehört sie zur Stammbesetzung von SOKO Köln.
Am 5. September 2004 heiratete sie den Stuntman Dietmar Löffler. 2006 brachte sie einen gemeinsamen Sohn zur Welt. Heute ist sie mit ihrem Schauspielerkollegen Steve Windolf liiert.
Für die Zeitschrift Max ließ sich Landsmann im Mai 1997 und für den deutschen Playboy im November 2008 fotografieren, jeweils inklusive Coverauftritt.

## Filmografie

### Als Schauspielerin
- 1995–2001, 2005: Verbotene Liebe
- 1996: Charley’s Tante
- seit 2003: SOKO Köln
- 2004: Die Rosenheim-Cops – Nur die Kuh war Zeuge
- 2004: Agnes und seine Brüder
- 2004: Sex & mehr
- 2005: Mein Vater und ich
- 2008: Alarm für Cobra 11 – Die Autobahnpolizei
- 2009: Inga Lindström – Der Erbe von Granlunda
- 2012: Der letzte Bulle
- 2017: Heldt – Der Putzteufel
- 2018: Cecelia Ahern: Ein Moment fürs Leben (Fernsehfilm)
- 2019: Ein Fall für Zwei
- 2020: Pastewka

### Als Stuntfrau
- 2002: Halbe Miete
- seit 2003: SOKO Köln